# Anh em quỷ quái
Anh em quỷ quái (tiếng Latvia: Vella kalpi, tiếng Nga: Слуги дьявола) là một phim cổ trang hài hước do Aleksandrs Leimanis đạo diễn, xuất bản năm 1970 tại Riga.

## Nội dung
Latvia trong thời kì Chiến tranh Ba Mươi Năm, có ba thị dân dũng cảm đứng ra bảo vệ thành Riga trước binh hùng tướng mạnh Thụy Điển. Họ phải nỗ lực ngăn không cho đức giám mục và quan tổng trấn giao chìa khóa đô thành cho kẻ thù.

## Kĩ thuật

### Sản xuất
- Thiết kế: Laimdonis Grasmanis
- Phục trang: Natalija Saporina, V. Line, Alma Rudzite, Arija Sprude
- Trang điểm: Janis Riba, Elita Rudzite, Edite Bartkevica, Mirdza Celma
- Âm thanh: Gleb Koroteyev, Aivars Mikelsons, Bruno Veveris
- Hiệu ứng: Vladimirs Naumovs, Janis Purberzins

### Diễn xuất
- Lolita Cauka... Rūta
- Haralds Ritenbergs... Andris
- Eduards Pāvuls... Ērmanis
- Olga Dreģe... Anna
- Elza Radziņa... Ģertrūde
- Ingrīda Andriņa... Cecīlija
- Baiba Indriksone... Lēne
- Kārlis Sebris... Samsons
- Edgars Zīle... Salderns
- Ēvalds Valters... Thiếu tá Eks
- Jānis Grantiņš... Daniels Rebuss
- Jānis Osis... Manteifels
- Haralds Topsis... Klāvs Angers
- Valentīns Skulme... Tướng quân Svenson
- Zigrīda Stungure... Elizabete
- Gunārs Placēns
- Arnolds Kalniņš
- Otomārs Kūns
- Oskars Ziemeļnieks
- Kārlis Spuris
- Edgars Sirmais
- Pauls Melducis
- Zigurds Zviedris
- Zelma Virse
- Alita Alkne
- Andris Vītiņš
- T. Bojāre
- Pēteris Cepurnieks
- Harijs Avens
- Anta Klints
- Mārtiņš Vērdiņš
- Aija Baumane
- Vera Selga
- Maruta Feldmane
- Oļģerts Šalkonis
- Jānis Zenne
- Aivars Leimanis